# 蔚山広域市長
蔚山広域市長（朝: 울산광역시장）は、大韓民国蔚山広域市の首長である。

## 一覧

### 慶尚南道蔚山市長
| 選出方法 | 代数 | 氏名   | 任期                            |
| -------- | ---- | ------ | ------------------------------- |
| 官選     | 初代 | 洪承淳 | 1962年6月1日 - 1964年5月10日    |
| 官選     | 2代  | 申成烈 | 1964年5月10日 - 1964年11月10日  |
| 官選     | 3代  | 崔炳漢 | 1964年11月17日 - 1967年12月31日 |
| 官選     | 4代  | 洪承淳 | 1968年1月1日 - 1970年11月25日   |
| 官選     | 5代  | 尹東洙 | 1970年12月4日 - 1971年5月8日    |
| 官選     | 6代  | 金鍾九 | 1971年8月11日 - 1974年11月12日  |
| 官選     | 7代  | 元炳義 | 1974年11月13日 - 1976年7月25日  |
| 官選     | 8代  | 朴載煥 | 1976年7月26日 - 1978年8月1日    |
| 官選     | 9代  | 李在徳 | 1978年8月2日 - 1980年5月8日     |
| 官選     | 10代 | 李順東 | 1980年5月9日 - 1982年9月19日    |
| 官選     | 11代 | 金英煥 | 1982年9月20日 - 1983年12月26日  |
| 官選     | 12代 | 朴富賛 | 1983年12月27日 - 1984年10月31日 |
| 官選     | 13代 | 朴鍾沢 | 1984年11月13日 - 1985年12月13日 |
| 官選     | 14代 | 尹世達 | 1985年12月14日 - 1988年6月3日   |
| 官選     | 15代 | 郭仁燮 | 1988年6月4日 - 1989年12月27日   |
| 官選     | 16代 | 安吉鉉 | 1989年12月27日 - 1991年1月9日   |
| 官選     | 17代 | 尹熙允 | 1991年1月10日 - 1991年11月6日   |
| 官選     | 18代 | 文伯   | 1991年11月7日 - 1993年3月15日   |
| 官選     | 19代 | 金昌洙 | 1993年3月16日 - 1994年4月25日   |
| 官選     | 20代 | 李真栄 | 1994年4月26日 - 1995年3月31日   |
| 官選     | 21代 | 安斗煥 | 1995年4月1日 - 1995年6月30日    |
| 民選     | 22代 | 沈完求 | 1995年7月1日 - 1997年7月14日    |

### 蔚山広域市長
| 選出方法 | 代数 | 氏名   | 任期                          |
| -------- | ---- | ------ | ----------------------------- |
| 民選     | 初代 | 沈完求 | 1997年7月15日 - 1998年6月30日 |
| 民選     | 2代  | 沈完求 | 1998年7月1日 - 2002年6月30日  |
| 民選     | 3代  | 朴孟雨 | 2002年7月1日 - 2006年6月30日  |
| 民選     | 4代  | 朴孟雨 | 2006年7月1日 - 2010年6月30日  |
| 民選     | 5代  | 朴孟雨 | 2010年7月1日 - 2014年3月31日  |
| 民選     | 代理 | 朴成換 | 2014年4月1日 - 2014年6月30日  |
| 民選     | 6代  | 金起炫 | 2014年7月1日 - 2018年6月30日  |
| 民選     | 7代  | 宋哲鎬 | 2018年7月1日 - 2022年6月30日  |
| 民選     | 8代  | 金斗謙 | 2022年7月1日 -                |